# Parabolernes by
Parabolernes by er en dansk oplysningsfilm fra 2006, der er instrueret af Sune Blicher og Anne Ebbesen.

## Handling
Fra fugleperspektiv daler vi ned over Damaskus flade tage, som blot anes under en skov af parabolantenner. Her må være et kæmpeforbrug af satellit-tv. Alle har deres egen parabol, ja måske endda flere paraboler, for man skulle nødigt gå glip af æterens utallige fristende tilbud. Er folk anderledes indstillede i Syrien, eller betyder tv-kiggeriet noget andet og mere end i Danmark? Tag med filmholdet rundt i landets hovedstad og få svar.